# Smok (archosaurus)
Smok (z pol. "drak") byl rod velkého rauisucha, žijícího v období svrchního triasu (stupeň rét, asi před 208,5 až 205 miliony let) na území dnešního jižního Polska.

## Objev a výzkum
Zkameněliny tohoto triasového archosaura byly objeveny roku 2007 na lokalitě v Lisowicích v Horním Slezsku a o rok později byly mylně označeny za fosilie "prvního polského dinosaura". Formálně popsán byl tento taxon v roce 2012 paleontologem Tomaszem Sulejem a jeho kolegy. Místem nálezu je těžební jáma u staré cihelny, nacházející se mezi obcemi Lisowice a Lipie Śląskie. V prosinci roku 2018 byl oznámen objev dalších fosilních fragmentů tohoto archosaura.

## Taxonomie
Původně byl smok považován za teropodního dinosaura, neboť vykazuje směsici znaků rauisuchů i teropodních dinosaurů. Dnes se však zdá pravděpodobnější, že jde skutečně o rauisucha a nikoliv o dravého dinosaura. Vědecké jméno Smok wawelski odkazuje k mytické postavě draka z nedalekého hradu Wawel v Krakově. Přesnější fylogenetická pozice však bude známá až po dalším výzkumu a zveřejnění popisné studie.

## Popis

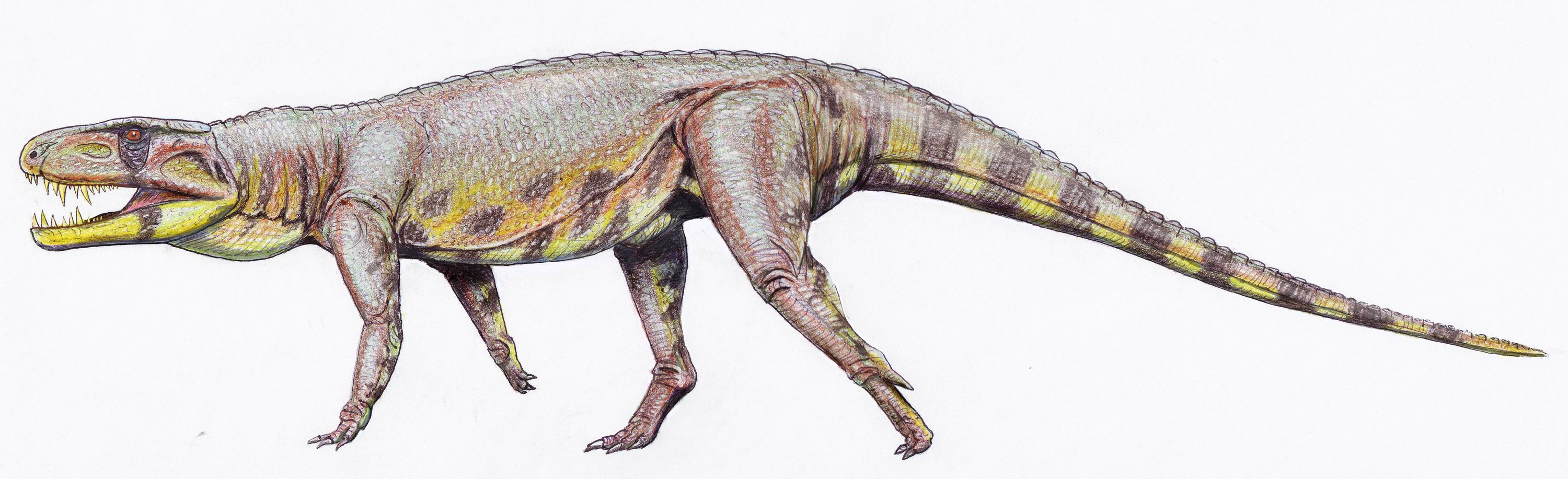
Polonosuchus, vzdáleně příbuzný rod.

Tento asi 5 až 6 metrů dlouhý dravý plaz zřejmě v době neexistence velkých teropodních dinosaurů představoval dominantního predátora svého ekosystému a živil se takovými tvory, jako byli velcí temnospondylní obojživelníci, býložraví étosauři nebo draví fytosauři. Zejména však mohlo jít o velké savcovité plazy dicynodonty, kteří zde dosahovali obřích rozměrů. Žili zde také malí dinosauriformové, poposauridi a malí celofyzoidní teropodi. Délka lebky dosahovala 50–60 cm. Zuby byly ostré a na okrajích vroubkované. Smok měl zřejmě velmi silný čelistní stisk a dokázal drtit i menší kosti své kořisti.